# Campionati africani di badminton a squadre 2016
I Campionati africani di badminton a squadre 2018 si sono svolti a Beau Bassin-Rose Hill, in Mauritius, dal 15 al 12 febbraio 2016. È stata la 6ª edizione del torneo, organizzato dalla Badminton Confederation of Africa.

## Podi
| Evento           | Oro       | Argento   | Bronzo  |
| Torneo maschile  | Sudafrica | Mauritius | Algeria |
| Torneo maschile  | Sudafrica | Mauritius | Ghana   |
| Torneo femminile | Mauritius | Egitto    | Ghana   |
| Torneo femminile | Mauritius | Egitto    | Uganda  |